# Villa Lido

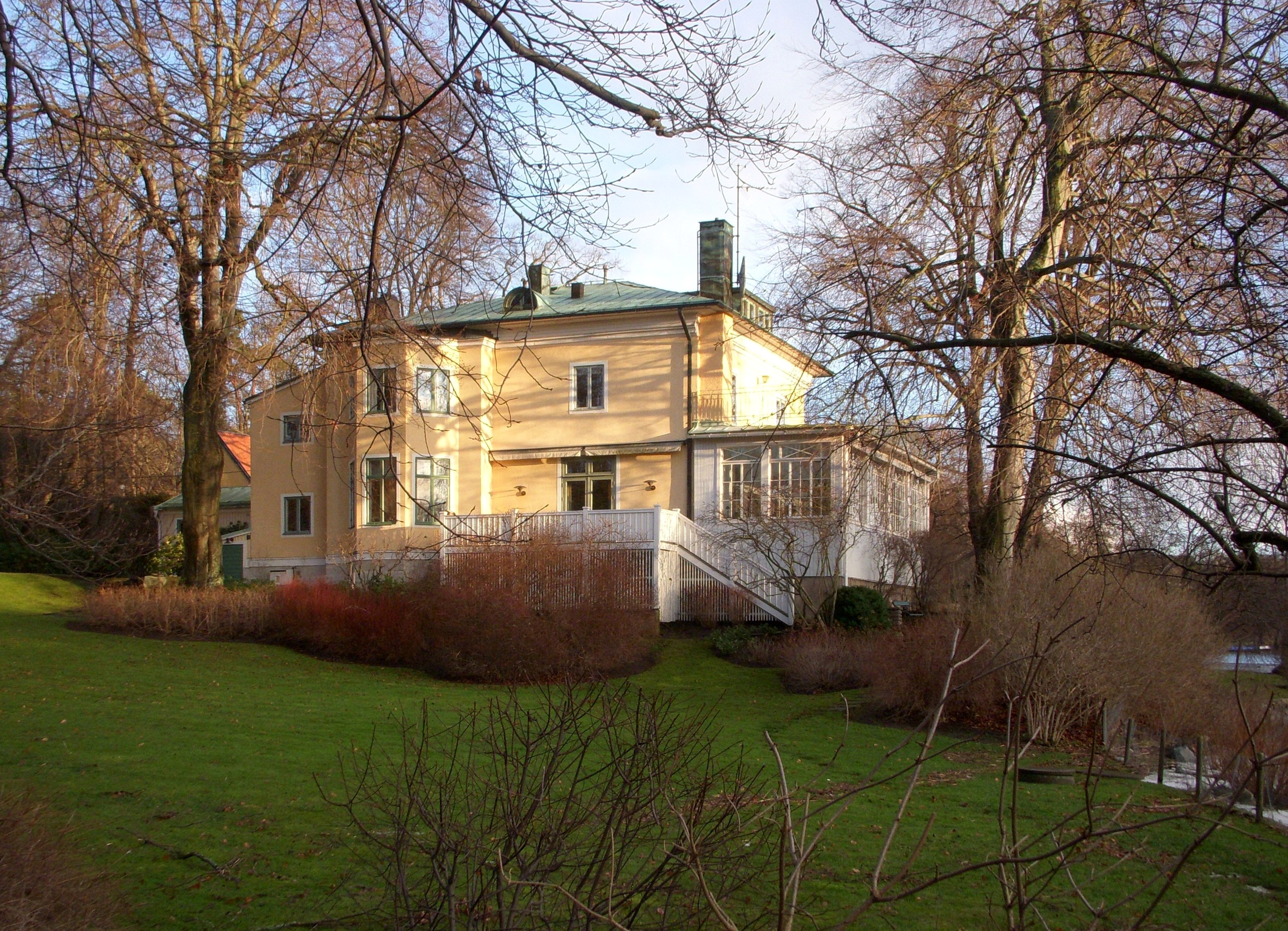
Villa Lido i januari 2012.

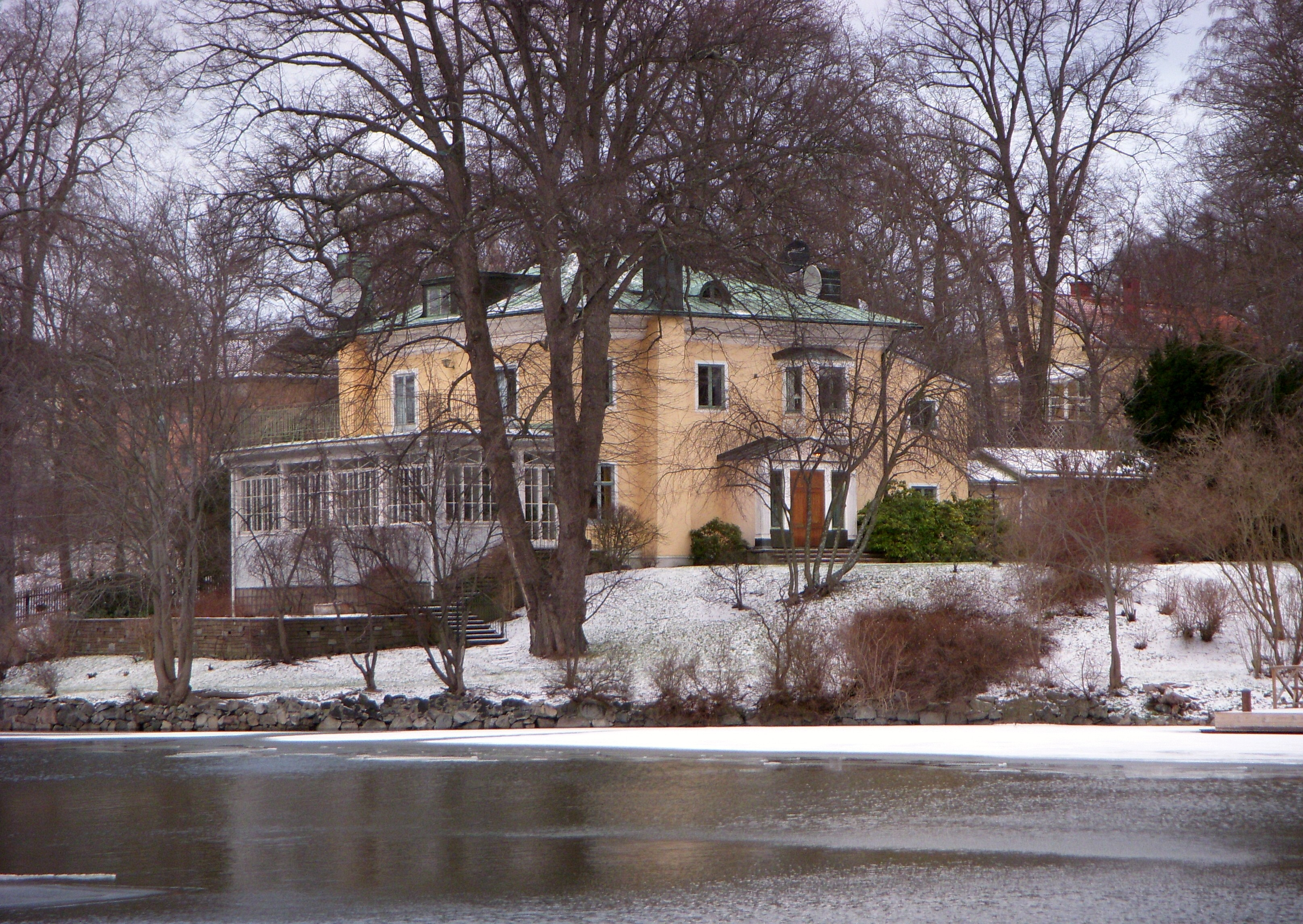
Vy från Södra Djurgården.

Villa Lido är en byggnad vid Lidovägen 14 på Norra Djurgården i Stockholm. 

## Historik
Villa Lido byggdes 1836 för hovmästarinnan och änkegrevinnan Christina Charlotta Piper född Ruuth (dotter till Eric Ruuth). Hon fick tillstånd för bygget av sin gode vän Karl XIV Johan. Byggnaden uppfördes vid Djurgårdsbrunnsvikens norra strand efter ritningar av stadsarkitekten i Stockholm Carl Christoffer Gjörwell. Han gestaltade villan i italiensk stil, vilket troligen påverkade namngivningen Lido efter den italienska badorten Lido utanför Venedig. Samtidigt med huvudbyggnaden tillkom även det sexkantiga lusthuset, ett duschhus och ett orangeri. Efter Charlotta Pipers död 1860 förvärvades Lido av grosshandlaren Claes Peyron som avled efter tre år. 
Efter honom övertog  sonen Adolf stället, han sålde det efter 20 år till grosshandlaren Patrik Bodé. Bland spekulanterna 1898 märks Frälsningsarméns Förlags AB som skulle förvandla Lido till ett hem för ”fallna kvinnor”, men översten för det närliggande Livregementets dragoner protesterade ”med omtanke om sin trupp”. Lido såldes istället till Carl Lindqvist som var källarmästare på Djurgårdsbrunns värdshus. På hans initiativ tillbyggdes huset med den stora inglasade verandan mot Djurgårdsbrunnsviken och parken rustades upp.
Åren 1897 till 1907 var skalden Carl Rupert Nyblom hyresgäst i huset och efter dennes död 1907 förvärvades Lido av tidskriftsförläggaren Stig M. H:son Björkman. Han moderniserade de tekniska installationerna med vatten, avlopp och centralvärme.  1952 köptes egendomen av docenten i radiologi Nils Westermark. Han lät renovera huset och omgestalta trädgården med hjälp av landskapsarkitekten Gösta Reuterswärd. Efter Westermarks död 1980 övertogs Lido av Westermarks döttrar Marianne och Berit med familjer.